# 3-ヒドロキシキヌレニン
3-ヒドロキシキヌレニン(3-Hydroxykynurenine)は、トリプトファンの代謝物質である。ヒトの水晶体で、紫外線のフィルターの役割を果たしている。